# Kærgaltetand
Kærgaltetand (Stachys palustris), ofte skrevet kær-galtetand, er en flerårig, 25-50 centimeter høj plante i læbeblomst-familien. Den har oprette, ugrenede, stivhårede stængler med blade, der er lancetformede og ustilkede eller med en stilk kortere end 0,5 centimeter. Blomsterne er lyserøde og sidder i en akslignende stand i spidsen af stænglen. Kærgaltetand er udbredt i den nordlige halvkugles tempererede områder.
I Danmark er arten almindelig i grøfter og rørsump. Den blomstrer i juli og august.